# Mauro Pagani
Mauro Pagani (Chiari, 5 de fevereiro de 1946) é um músico, compositor e produtor musical italiano, ex-integrante da Premiata Forneria Marconi, nos anos setenta.

## Discografia

### Álbuns
- 1978 - Mauro Pagani
- 1979 - Rock and Roll Exhibition
- 1981 - Sogno di una notte d'estate
- 1991 - Passa la bellezza
- 2003 - Domani
- 2004 - Crêuza de mä

### Trilhas sonoras
- 1983 - Sogno di una notte d'estate - filme de Gabriele Salvatores
- 1984 - Signore e signori - filme de Tonino Pulci
- 1987 - Dolce assenza - filme de Claudio Sestieri
- 1988 - Topo Galileo (com Fabrizio De André) - filme de Francesco Laudadio
- 1992 - Puerto Escondido - filme de Gabriele Salvatores
- 1997 - In barca a vela contromano - filme de Stefano Reali
- 1997 - Nirvana - filme de Gabriele Salvatores
- 2002 - La sfera di Lasifer (cartone animato)
- 2003 - I magicanti e i tre elementi (cartone animato)